# Aeroportul Korhogo
Aeroportul Korhogo (IATA: HGO, ICAO: DIKO) este un aeroport din Coasta de Fildeș ce deservește zona Korhogo. Aeroportul a fost tranzitat în 2020 de 17.981 de pasageri. A fost numit după zona deservită.
Situat la o altitudine de 370 m, aeroportul dispune de o singură pistă.